# 東京フロンティア協会
財団法人東京フロンティア協会（ざいだんほうじんとうきょうフロンティアきょうかい）は、かつて存在した日本の財団法人。「東京フロンティア」の推進を目的とし、世界都市博覧会の主催者となる予定であった。東京都新宿区神楽河岸1-1セントラルプラザに所在した。

## 沿革

### 設立まで
1985年、当時の鈴木俊一東京都知事が世界テレポート連合創立総会にて「東京テレポート構想」を発表したことに始まる。
その後、「東京テレポート構想検討委員会」や「臨海部副都心開発計画会議」など諸会設置を経て、1988年7月、協会設立の発端となる「東京フロンティア」という言葉が「東京世界都市博覧会基本構想懇談会」にて提唱された。「東京フロンティア」は、「新しい都市づくりの運動」を意味し、協会の指針となる言葉であった。
同年8月に推進会議を設置し、11月には東京フロンティアの準備、開催、運営を目的とした財団法人設立の基本方針を決定した。

### 設立
1990年（平成2年）2月27日、財団法人東京フロンティア協会（以下東京フロンティア協会）は設立発起人会を開催し、翌月2日に設立許可を申請、同月12日正式に協会が設立された。同年7月にシンボルマークが決定した。

### 解散
1995年（平成7年）5月31日に、東京都知事を務めていた青島幸男が世界都市博覧会の開催中止を決定したことに伴い、翌年3月31日をもって財団法人東京フロンティア協会は解散した。

## 主たる活動
世界都市博覧会の開催に伴い、都道府県や政令指定都市、海外都市や国際機関に対して参加要請をおこなった。
- 主な出版物

1. 『世界都市博覧会-東京フロンティアー　事業ガイド』1994年
2. 『世界都市博覧会-東京フロンティアー 　 －構想から中止まで－』1996年

## 詳細情報

### 組織（歴代含む）
- 会長：平岩外四、柴田護
- 名誉会長：鈴木俊一
- 副会長：赤松良子、大河原良雄、大来佐武郎ほか11名
- 事務総長：石井鋠市
- 常任理事：27名
- 理事：145名
- 監事：5名
- 顧問：24名
- 参与：14名
- 評議員：26名
- 在職職員：約450名